# Пазијан ди Прато
Пазијан ди Прато (итал. Pasian di Prato) је насеље у Италији у округу Удине, региону Фурланија-Јулијска крајина.
Према процени из 2011. у насељу је живело 5447 становника. Насеље се налази на надморској висини од 99 м.

## Становништво
Према резултатима пописа становништва 2011. у општини је живело 9.375 становника.
| 1936. | 1951. | 1961. | 1971. | 1981. | 1991. | 2001. | 2011. |
| ----- | ----- | ----- | ----- | ----- | ----- | ----- | ----- |
| 4.369 | 4.987 | 5.834 | 6.705 | 7.997 | 8.242 | 8.708 | 9.375 |